# Washington Institute Press
Вашингтон Институт Пресс (англ. Washington Institute Press) — издательство, публикующее книги известных политиков, таких как Ли Герберт Гамильтон, и о политиках, таких как Президент Заира Мобуту Сесе Секо, о внешнеполитическом курсе Вашингтона. Также издательство публикует книги об экологии и коммунизме. Книги издательства доступны в Библиотеке Конгресса США, библиотеках Кембриджского университета, Стэнфордского университета и других университетов мира. Издательство является подразделением организации The Washington Institute for Values in Public Policy.

## Публикации
- Jeffrey M. Elliot. Voices of Zaire: Rhetoric or Reality (Голоса Заира: Риторика или реальность). 1990[3]
- Harrison, Selig S. The South Korean Political Crisis and American Policy Options (Харрисон Селиг. Южнокорейский политический кризис и различные варианты политического курса для США). 1987[4]
- Carl H. Landé.Rebuilding a Nation: Philippine Challenges and American Policy (Карл Ландэ. Перекройка страны: Трудности, с которыми сталкиваются Филиппины, и американский политический курс). 1987[5]
- Ли Герберт Гамильтон. Crisis in Central America (Кризис в Центральной Америке). 1987[6]
- Lu Y. Fueling One Billion: An Insider’s Story of Chinese Energy Policy Development (Вливание одного миллиарда: Свидетельский рассказ о развитии энергетической политики Китая). 1993[7]
- Weeks, A.L. THE SOVIET NOMENKLATURA. A COMPREHENSIVE ROSTER OF SOVIET CIVILIAN AND MILITARY OFFICIALS. (Уикс А. Л. Советская номенклатура: Полный реестр советских гражданских и военных чиновников) 1987[8]
- Tai, H. Confucianism and Economic Development: An Oriental Alernative? (Конфуцианство и экономическое развитие: Восточная альтернатива?) 1989[9]
- Kim, Ilpyong. Two Koreas in Transition: Implications for U.S. Policy (Две Кореи в переходное время: Последствия для политики США). 1998[10]
- Wedeman, Andrew Hall.The east wind subsides:Chinese foreign policy and the origins of the Cultural Revoludion. (Восточный ветер стихает: Китайская внешняя политика и корни Культурной революции)1987.[11]
- Рубинштейн, Ричард. The Politics of Latin American Liberation Theology: The Challenge to U.S. Public Policy[12] (Политика теологии латиноамериканского освобождения: Вызов государственной политике США) 1988[13]
- B.J. Barkenbus. Stability and Strategic Defenses (Стабилизация и стратегии обороны) 1989[14]
- Robert C. Mitchell. Understanding Black Africa: Data & Analysis of Social Change & Nation Building (Понимание черной Америки: Данные, анализ социальных перемен, основание страны) 1988[15]
- Kim Ilpyong J. Establishing Democratic Rule: The Reemergence of Local Government in Post-Authoritarian Systems (Установление демократического режима: Воссоздание местного управления в пост-авторитарной системе). 1993[16]
- Schwartz, Herman. Property rights and the constitution: Will the ugly duckling become a swan? (Права собственности и конституция: Станет ли гадкий утенок лебедем?) 1987[17]
- Whittemore, R.С. Ideology and American Experience (Идеология и американский опыт). 1995[18]
- Ilpyong J. Kim, Jane Shapiro Zacek, Reform and Transformation in Communist Systems: Comparative Perspectives (Реформа и трансформация в коммунистической системе: Сравнительные точки зрения). 1991[19]